# José Barreda Miranda
José Antonio de Barreda Miranda (El Puerto de Santa María, Cádiz; 15 de noviembre de 1864-Bilbao, Vizcaya; 22 de junio de 1924) fue un capitán de navío y profesor español.

## Biografía
José Barreda Miranda nació en El Puerto de Santa María el 15 de noviembre de 1864. Hijo de José Barreda Peréz, alcalde —en ese entonces— de El Puerto de Santa María, hermano del contraalmirante Francisco Barreda Miranda , padre del comandante José Barreda Terry, y del capitán de corbeta Carlos de Barreda Terry y abuelo de Carlos Barreda Aldámiz-Echevarría y de Mauricio de Barreda Aldámiz-Echevarría. Fue sobrino del capitán de fragata Emilio Barreda y del coronel Faustino Barreda. También fue familiar del almirante general Blas de la Barreda.

## Trayectoria militar

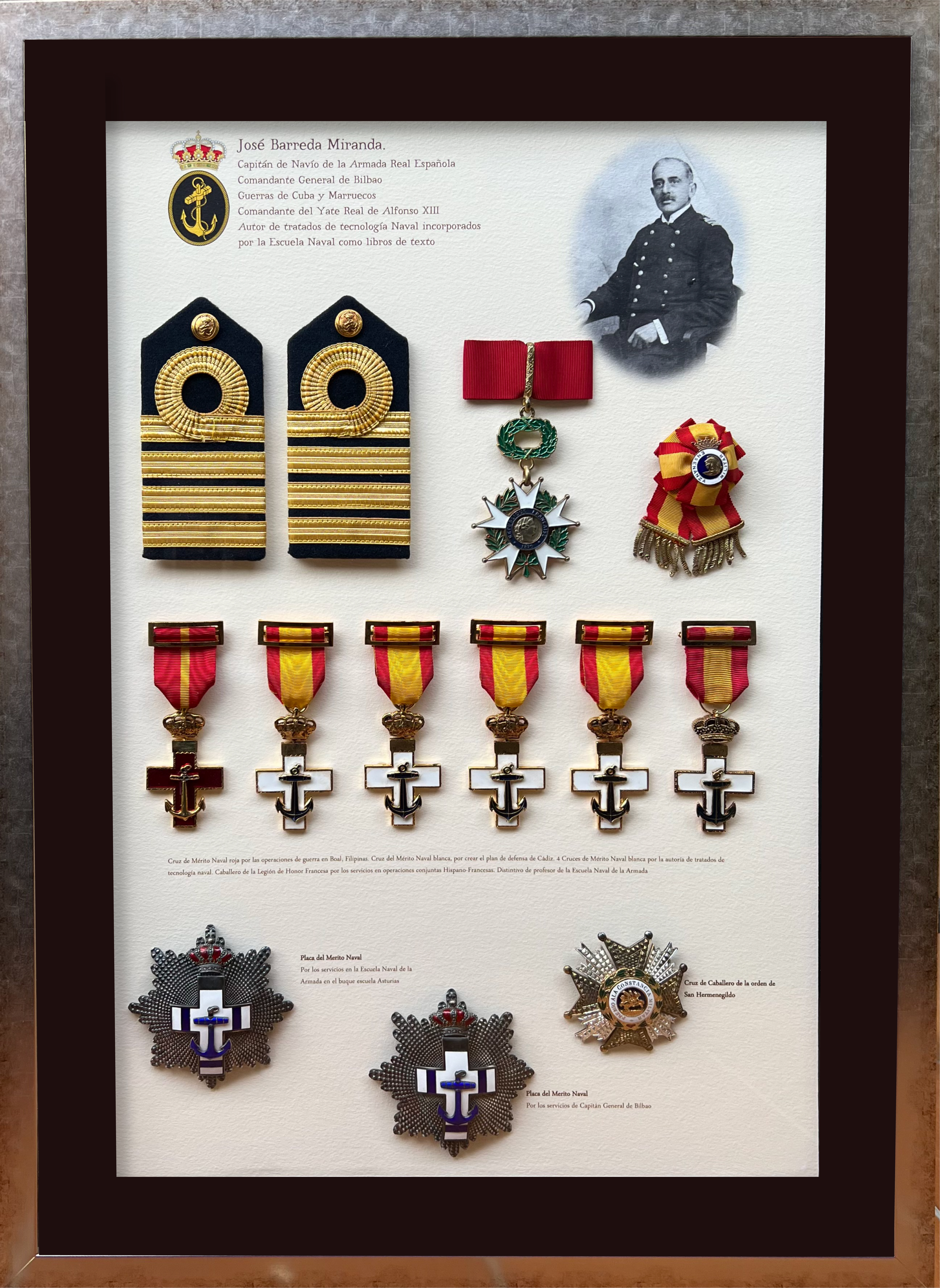
Medallas de José Antonio Barreda Miranda, en las que se pueden distinguir varias cruces de ordenes al Mérito Naval y la cruz de caballero de la Orden de San Hermenegildo, entre otras.

Barreda entró a la Escuela Naval de San Fernando en 1882 y se graduó en 1888 con el número 1 de su promoción. Entre 1889 y 1893 sentó plaza de profesor de ingeniería naval. Navegó por el océano atlántico y mar mediterráneo desde que era alférez de navío hasta asumir su mayor grado como capitán de navío. En 1895 publicó su obra «Compensación teórica y práctica de la aguja náutica Thomson». En 1897, su segundo ensayo titulado «Nuevos procedimientos de navegación astronómica», libro en el cual que se recoge su descubrimiento de un nuevo sistema para determinar la posición en la navegación de altura que fue inmediatamente adoptado por toda la Armada Española.
En 1902 fue comandante del yate real de Alfonso XIII de España. Entre 1903 y 1913, Barreda, regresó a la División Naval de Instrucción para desempeñarse como profesor de sistemas eléctricos. Allí lanzó "«Nuevo diario de navegación», en 1906. En el año 1912 lanzó su tercer a obra, «Telegrafía sin hilos», con ella obtuvo una nueva medalla al mérito naval con distintivo blanco pensionada. En ese lapso de tiempo también fue nombrado subdirector de la Escuela Naval, donde había realizado sus estudios en los años 1880. 
Entre 1913 y 1918 fue nombrado comandante de la estación telegráfica del Apostadero de Cádiz. También estuvo a cargo de los buques Nueva España y Bustamante para elaborar el estudio de nombre «Estudio y defensa del Puerto y Zona de la bahía de Cádiz». Con este ensayo también obtuvo otra medalla al mérito naval pensionada. En 1919 ascendió a capitán de navío y también fue nombrado como comandante general de Bilbao. En 42 años de servicio estuvo más de 20 años embarcado en 28 barcos diferentes sumando un total de 1.435 días de navegación. También participó de varias expediciones hidrográficas.

## Vida personal
En 1894, Barreda, se casó con Elena Terry Urizar, miembro de la célebre familia de bodegueros de la empresa portuense Fernando A. de Terry, S.A.. Con ella, tuvo cinco hijos, entre ellos el capitán de corbeta Carlos de Barreda Terry y el presidente de la CEDA en Cartagena y comandante José Barreda Terry.

## Fallecimiento

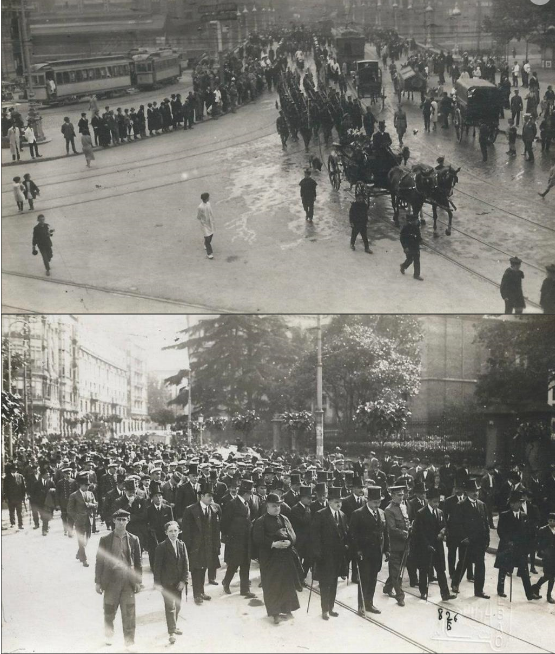
Pompas fúnebres en Bilbao por el fallecimiento de José A. Barreda Miranda, 1924.

Barreda Miranda falleció el 22 de junio de 1924. Fue homenajeado con honores en un desfile multitudinario por la ciudad de Bilbao. En 1928, posterior a su fallecimiento, se lanzó la obra escrita por él de nombre «Lecciones de trigonometría elemental».

## Obras publicadas
- Compensación teórica y práctica de la aguja náutica Thomson (1895)
- Reglas prácticas para efectuar la compensación de la aguja Thomson (1896)
- Nuevos procedimientos de navegación astronómica (1897)
- Nuevo diario de navegación, modelo Barreda (1906)
- Telegrafía sin hilos (1912)
- Lecciones de trigonometría elemental (1928)